# Selenia infuscata
Selenia infuscata är en fjärilsart som beskrevs av Embrik Strand 1901. Selenia infuscata ingår i släktet Selenia och familjen mätare. Inga underarter finns listade.